# Keibul-Lamjao-Nationalpark
Der Keibul-Lamjao-Nationalpark (Meitei Keibul Lamjao Leipakki Lampak) befindet sich im Distrikt Bishnupur im indischen Bundesstaat Manipur. Das am Loktak-See gelegene Schutzgebiet dient der Erhaltung des ausschließlich dort verbreiteten, stark gefährdeten Manipur-Leierhirsches. Der See hat zudem ein einzigartiges Ökosystem aus im See treibenden Inseln aus Biomasse, die Phumdi genannt werden. Der Keibul-Lamjao-Nationalpark wird daher auch als „einziger schwimmender Nationalpark der Welt“ bezeichnet.

## Geographie und Geschichte
Der Keibul-Lamjao-Nationalpark befindet sich 32 Kilometer südlich von Imphal, der Hauptstadt Manipurs, und an der Südostseite des Loktak-Sees, welcher seit März 1990 als Ramsar-Gebiet ausgewiesen ist. Der Nationalpark umfasst eine Fläche von ca. 40 km² und bildet zusammen mit einer Randzone des Loktak-Sees (140 km²) und Pumlen Pat (43 km²) das Keibul-Lamjao-Schutzgebiet, welches seit 2016 auf der Tentativliste Indiens für den Status als UNESCO-Welterbe steht. Während der Norden des Nationalparks aus Phumdi besteht, liegt der Süden etwas erhöht auf festem Boden. Dort finden sich drei Hügel: Chingjao, Pabot und Toya. Das Schutzgebiet ist von zahlreichen Dörfern umgeben, in denen vor allem Meitei leben. Der Loktak-See ist der größte Süßwassersee im Nordosten Indiens und spielt eine wichtige Rolle für die Bewässerung, Trinkwasser- und Nahrungsversorgung in der Region. Haupteinnahmequellen der Bevölkerung sind die Fischerei und Landwirtschaft. Jährlich werden durch die über tausend am See lebenden Fischer etwa 1500 Tonnen Fisch gefangen.
Der jährliche Gesamtniederschlag im Parkgebiet liegt bei 1250 mm. Die Temperaturen variieren zwischen 4 °C im Januar und 32 °C im Juni.
Das Nationalparkgebiet war ursprünglich ein Jagdgebiet für Wasservögel. 1954 wurde es als Schutzgebiet für den Manipur-Leierhirsch ausgewiesen, welches am 28. März 1977 den Nationalparkstatus erhielt. 1983 wurde zur Stromerzeugung und zu Bewässerungszwecken südlich des Loktak-Sees am Fluss Manipur der Ithai-Staudamm gebaut, wodurch 83.000 Hektar Landwirtschaftsfläche geflutet wurden. An die betroffene Bevölkerung wurden jedoch keine Entschädigungen gezahlt und auch das Ökosystem wurde stark beeinträchtigt. Nach Protesten wurde 2017 schließlich durch die Regierung Manipurs die Prüfung einer Stilllegung des Staudamms gefordert.

## Phumdi-Ökosystem und Umweltprobleme

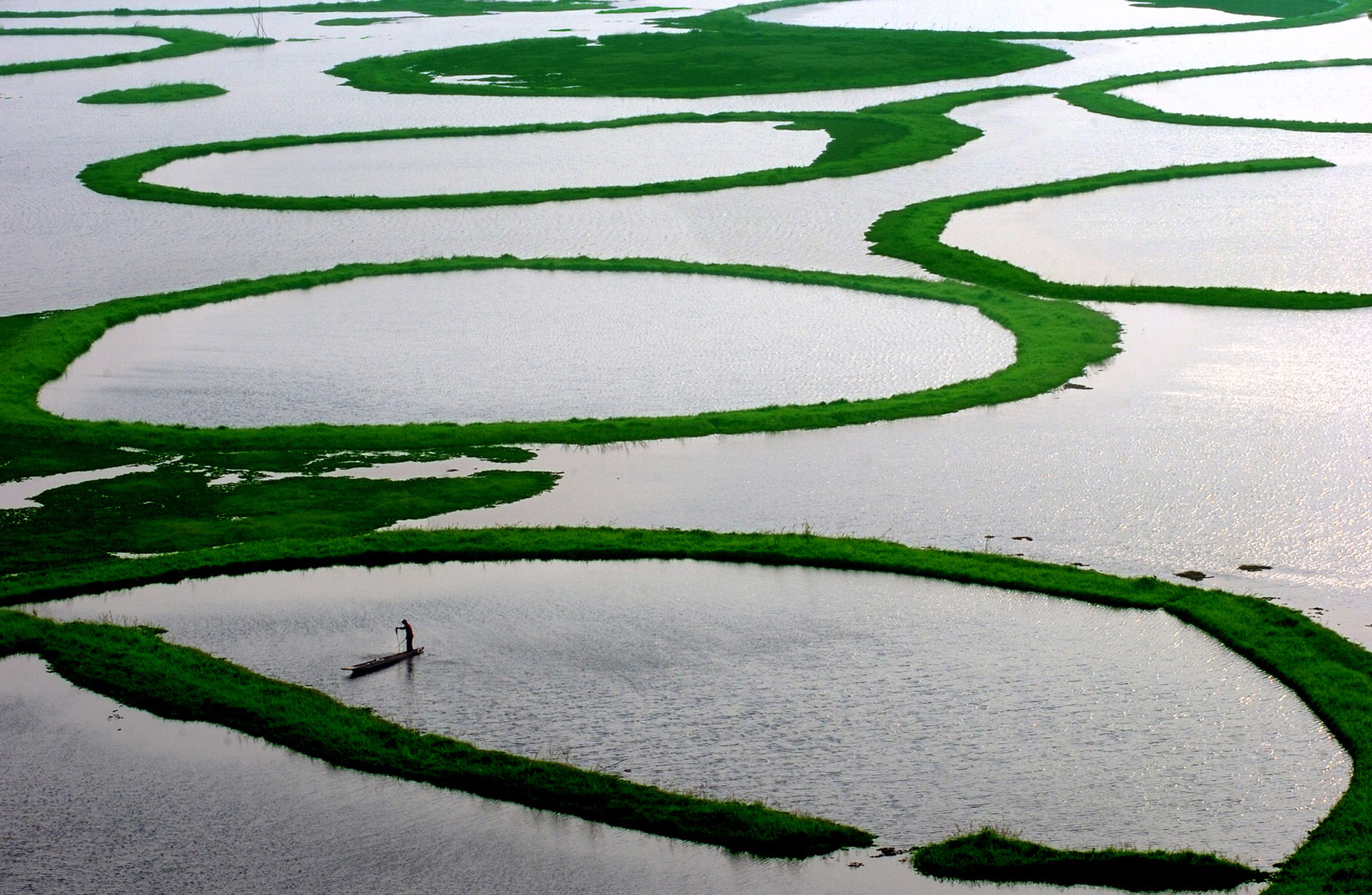
Phumdi im Loktak-See

Der Loktak-See hat ein einzigartiges Ökosystem. Die sogenannten Phumdi sind Inseln bildende, schwimmende Matten aus organischem Material, Erde und Vegetation. Die Phumdi kommen in unterschiedlichen Größen und Stärken vor. Das größte Phumdi-Gebiet befindet sich auf der im Nationalpark liegenden Seeseite. Ein Phumdi beginnt mit einer kleinen Masse unzersetzten organischen Materials oder einem dichten Bewuchs von Wasserhyazinthen, sammelt Schwebstoffe an und wird nach und nach von Gräsern und anderen krautigen Pflanzen besiedelt. Phumdi weisen drei Schichten auf. Die oberste Wurzelschicht ist im Allgemeinen 0–15 cm dick, gefolgt von einer 25–65 cm dicken Mattenschicht und der untersten Torfschicht von 0–25 cm Dicke. Die Tragmasse des Phumdi besteht aus organischem Kohlenstoff (36 %), Stickstoff (2,08 %), organischem Material (24,98 %) und anderen Rückständen einschließlich mineralischer Substanz (37,94 %). Der hohe Pflanzenanteil sorgt für den Auftrieb des Phumdi. Wie bei einem Eisberg liegt jedoch ein Großteil der Masse unter Wasser, über Wasser liegt nur etwa ein Fünftel. Außerhalb der Monsunzeit, wenn der Wasserstand im See niedriger ist, kommen die Wurzeln des Phumdi mit dem Seeboden in Berührung und nehmen wichtige Nährstoffe auf.
Seit dem Bau des Ithai-Staudamms steht das Wasser im Nationalpark jedoch ganzjährig hoch, da der Wasserpegel am Staudamm konstant auf 768,5 m über dem Meeresspiegel gehalten wird. Die in der Trockenzeit nicht mehr den Boden erreichenden Phumdi verlieren daher immer mehr an Dicke und Stabilität. Die normale Fließrichtung im See ist zudem von Norden nach Süden, jedoch dreht sich dies durch den Staudamm im August bis März um, wenn die Staustufe geschlossen wird. Die Wasserströmung treibt die Phumdi im Nationalpark dadurch nach Norden ab. Auch kommen einige Fischarten durch den Bau des Staudamms nicht mehr flussaufwärts, was die Ökologie und Wirtschaft am See schädigt. Weitere Umweltprobleme bestehen beispielsweise durch die umliegende Landwirtschaft, die die Wasserqualität beeinträchtigt.

## Flora
Im Keibul-Lamjao-Schutzgebiet wurden insgesamt 185 Pflanzenarten verzeichnet, die aus 50 verschiedenen Familien und 121 Gattungen stammen. Davon kommen 90 Arten auf den Phumdi vor, 19 Arten auf festem Boden und die restlichen 76 in beiden Lebensräumen. Zu letzteren zählen beispielsweise die Schilfrohrart Phragmites karka und die Süßgrasarten Leersia hexandra und Capillipedium assimile. Auf den Phumdi dominieren Mandschurischer Wasserreis (Zizania latifolia), das Ingwergewächs Hedychium coronarium, die Zypergrasart Cyperus difformis, Springkräuter und Vogelknöteriche. Viele der Wasserpflanzen sind essbar.

## Fauna

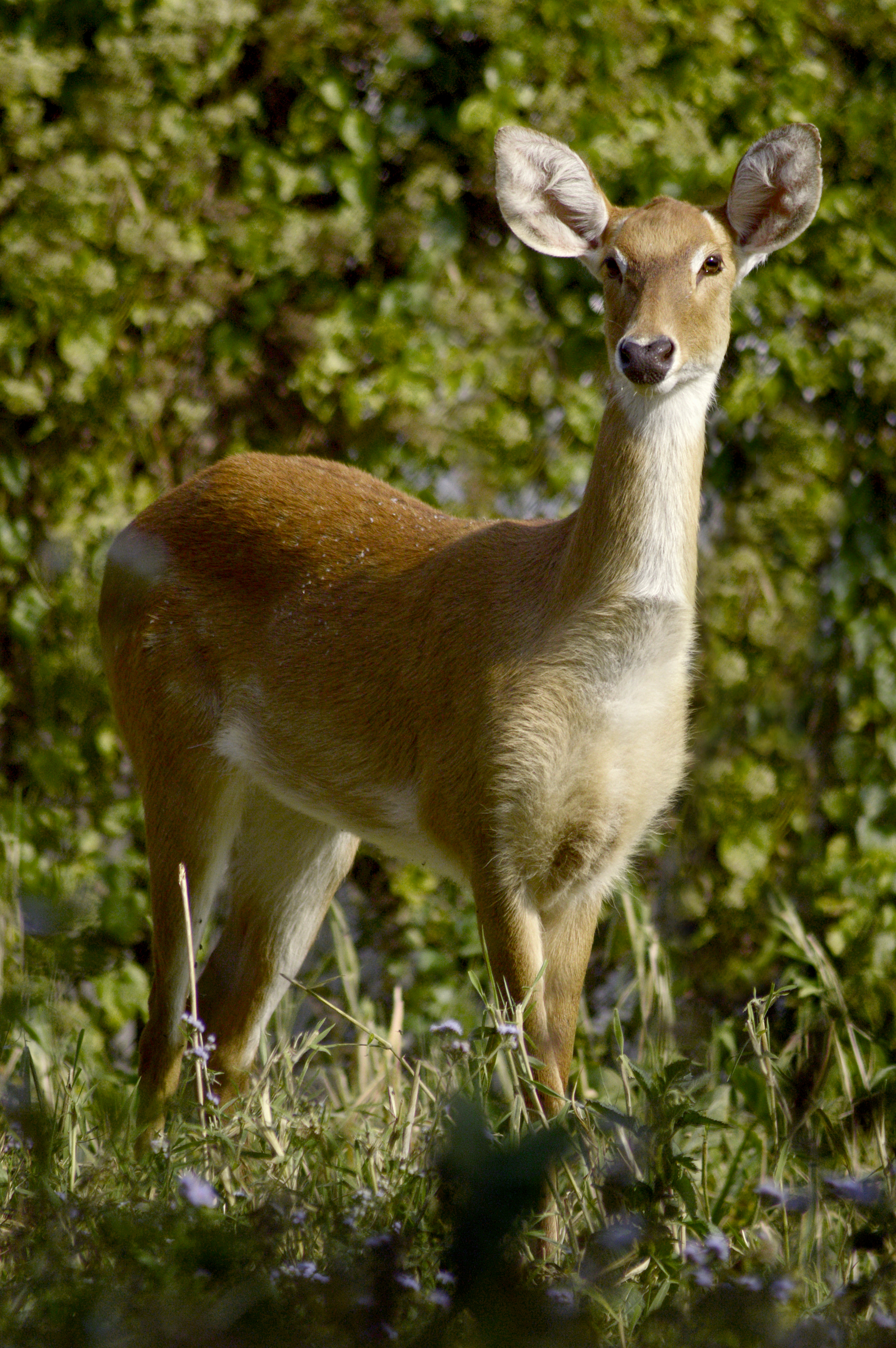
Weiblicher Manipur-Leierhirsch (Panolia eldii eldii) im Nationalpark

Der im Park lebende Manipur-Leierhirsch (Panolia eldii eldii) ist eine Unterart aus der Gattung der Leierhirsche. Er wird lokal als Sangai bezeichnet. Sein Verbreitungsgebiet erstreckte sich historisch über den Süden Manipurs, nahm jedoch durch Bejagung und einen Rückgang an Lebensräumen stark ab. In den 1950er Jahren vermutete man bereits das Aussterben des Manipur-Leierhirsches, doch wurden 1953 von Edward Pritchard Gee einige Tiere entdeckt. 1975 wurden bei einer Zählung aus der Luft nur noch 14 Hirsche im Feuchtgebiet südlich des Loktak-Sees gezählt. Bis 2003 wuchs die Population jedoch auf 180, fünf Jahre später waren es 225 Tiere und 2013 wurden 204 Tiere gezählt. Sie kommen dabei lediglich in 6 der 40 km² des Parks vor. Ihre Hufe sind an das sumpfige Gelände der Phumdi angepasst. Während der Monsunzeit halten sie sich auf den höhergelegenen Gebieten auf. Eine möglicherweise ernsthafte Bedrohung für die Leierhirsche sind neben der geringen genetischen Vielfalt und möglichen Krankheiten Überschwemmungen, da sie höhergelegene Areale nicht einfach erreichen können.
Im Nationalpark gibt es auch eine Population von Axishirschen, die 2013 insgesamt 212 Tiere zählte. Weitere vorkommende Säugetiere sind unter anderem Fischkatzen, Indische Zibetkatzen, Rohrkatzen, Asiatische Goldkatzen, Fischotter, Wildschweine, Füchse und Flughunde.
BirdLife International listet den Nationalpark zudem als Important Bird Area („bedeutendes Vogelschutzgebiet“). Zu den im Park anzutreffenden, gefährdeten Vogelarten zählen der Bindenseeadler, der Schelladler und der Sundamarabu. Potentiell gefährdet sind zudem der Riesenstorch, der Orient-Schlangenhalsvogel und die Moorente. Auch die Mandarinente kommt im Park vor. Insgesamt ist das Schutzgebiet Lebensraum für über 30.000 Wasservögel aus rund 60 verschiedenen Arten.
Im Loktak-See wurden zudem 25 Amphibienarten verzeichnet, darunter die Schwarznarbenkröte, der Asiatische Ochsenfrosch, der Weißbart-Ruderfrosch und Euphlyctis cyanophlyctis. Zu den vorkommenden Reptilienarten zählen beispielsweise der Gelbgebänderte Krait, die Kettenviper, die Gewöhnliche Fischnatter, die Schönnatter und Pythons. Die Fischfauna umfasst 54 Arten aus 18 verschiedenen Familien. Einige davon treten nur saisonal auf.

Tiere im Nationalpark
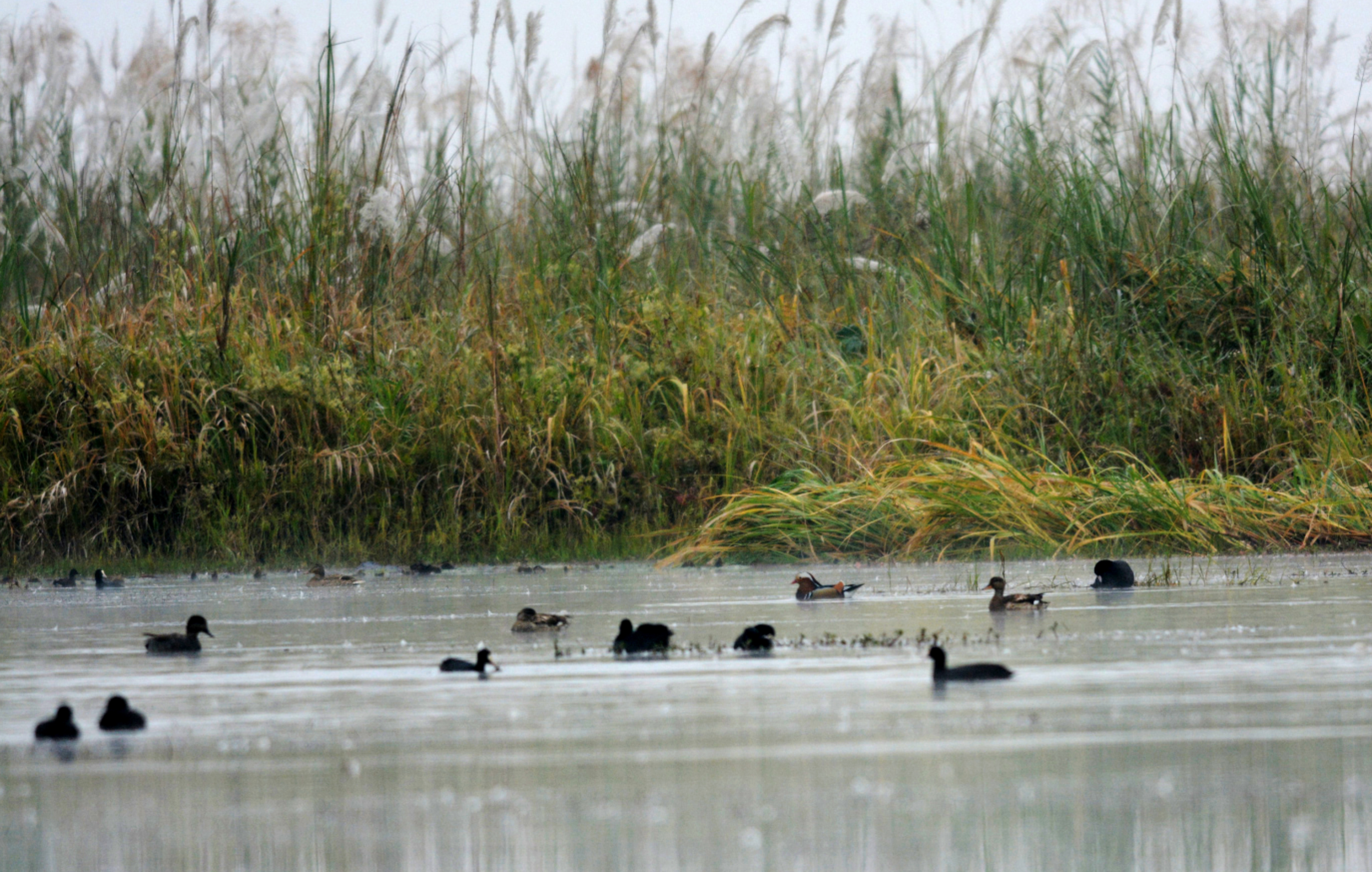
Wasservögel am Loktak-See, darunter eine Mandarinente
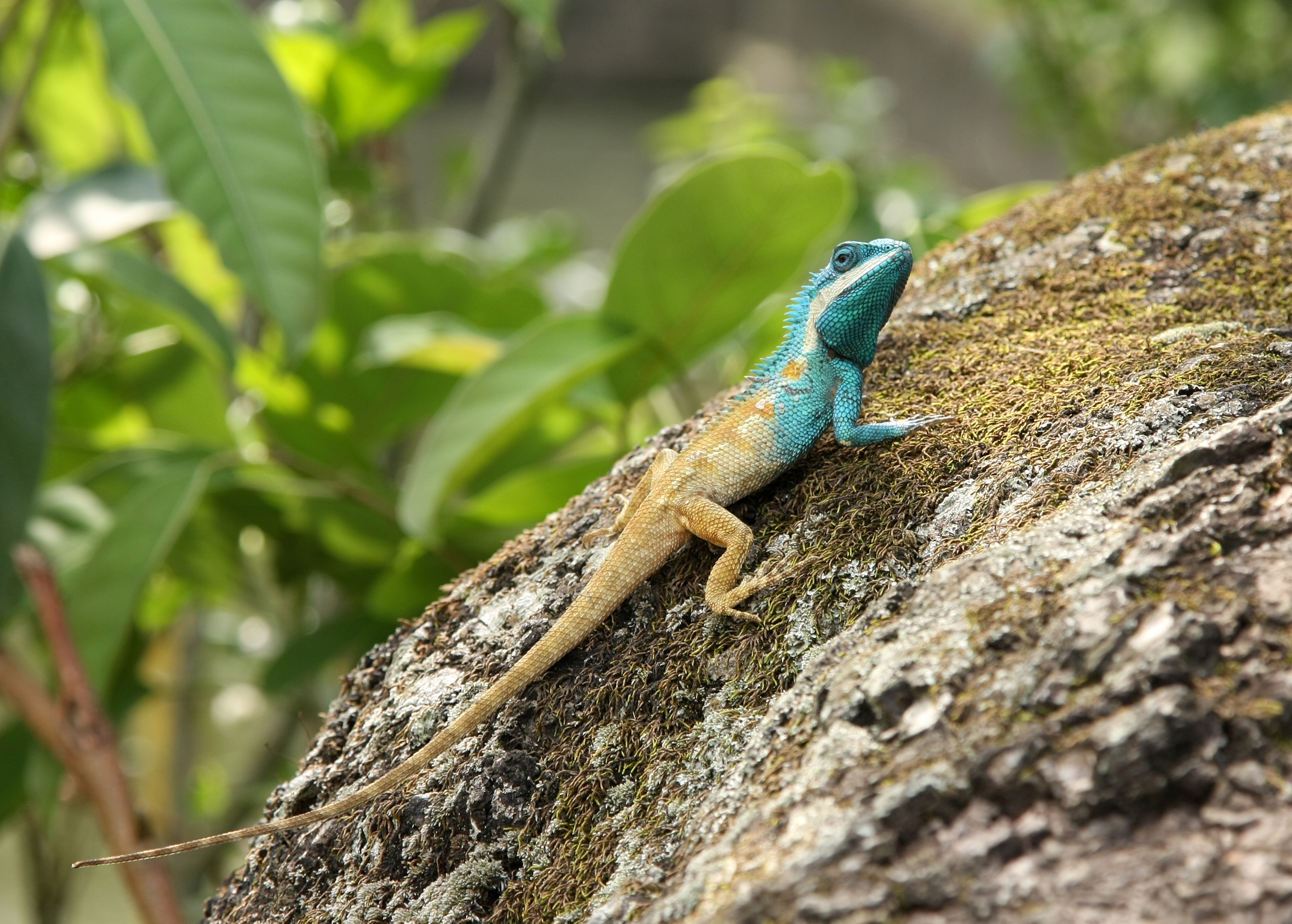
Blaue Schönechse (Calotes mystaceus)
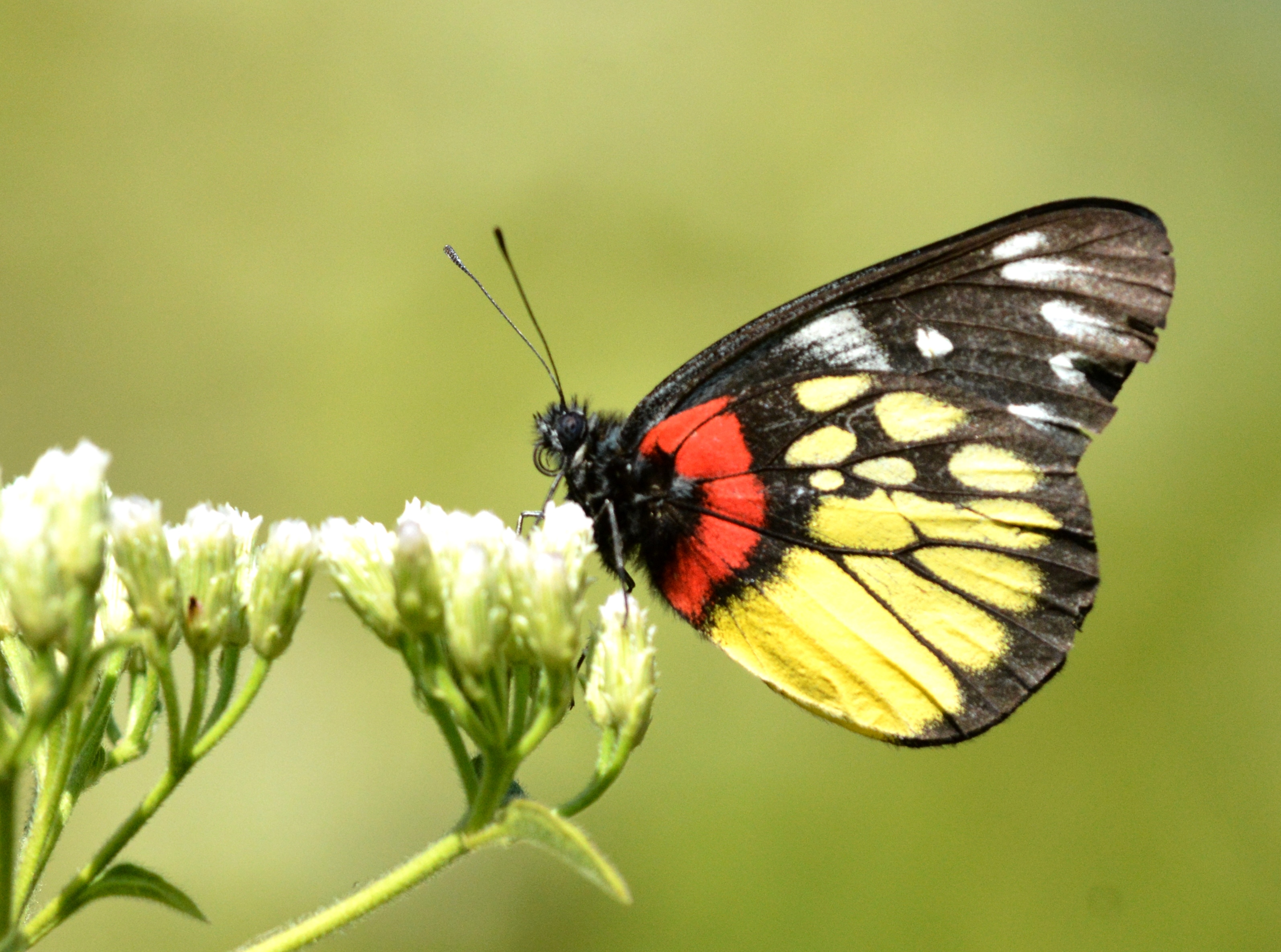
Weißlingsart Delias pasithoe

## Tourismus
Der Keibul-Lamjao-Nationalpark ist einer der weniger bekannten Nationalparks. Die geeignetste Besuchszeit ist im Dezember bis Mai. Die Sangai sind vor allem beim Grasen am frühen Morgen und am Nachmittag anzutreffen.

## Film
- Der Dokumentar- und Kurzfilm The Return of Sangai aus dem Jahr 2017 erzählt vom Nationalpark und der „Rückkehr der Sangai“.[20]